# Geburtstagsschacht
Geburtstagsschacht – jaskinia krasowa w południowych Niemczech, w Alpach Salzburskich.
W jaskini jest prosty ciąg studni i korytarzy o pionowym rozwinięciu.